# Syndicat national des travailleurs du chemin de fer
Le Syndicat national des travailleurs du chemin de fer (国鉄労働組合 Kokutetsu-rōdō-kumiai) est un syndicat professionnel japonais, qui est généralement dénommé 国労 (Kokurō) (国労) en japonais. En 2011, il avait 13 000 membres.

## Histoire
Kokuro a été l'un des principaux syndicats du Japon d'après guerre, représentant de nombreux travailleurs qui ont travaillé pour la Japanese National Railway (JNR), à partir de laquelle le syndicat prend son nom. Quand la privatisation de la JNR a été proposée au milieu des années 1980, Kokuro s'est fortement opposée et a fait campagne contre cette privatisation. La campagne a été un échec et la JNR a été privatisée en 1987, et remplacé par Japan Railways (JR Group).
Les listes de travailleurs employés par les nouvelles organisations ont été rédigées par la JNR et données aux firmes JR. Il y avait beaucoup de pression sur les membres du syndicat de quitter leurs syndicats, et en un an, l'adhésion à Kokuro a chuté de 200 000 à 44 000. Les travailleurs qui avaient soutenu la privatisation, ou ceux qui ont quitté Kokuro, ont été embauchés à des taux sensiblement plus élevés que les membres du Kokuro.

## Plainte de licenciement de la JNR

### Licenciements
Kokuro et le Syndicat des mécaniciens de locomotives des chemins de fer nationaux (Zendoro), deux éminents syndicats japonais des chemins de fer, a représenté un certain nombre de travailleurs de la JNR. Il y avait une promesse faite par le gouvernement qui ne serait "Jeté dans la rue", donc des travailleurs non embauchés ont été classés comme "ayant besoin d'être employés" et ont été transférés à la Société de gestion des indemnités de la JNR, où ils pourraient être affectés pour trois ans.
Autour de 7 600 travailleurs ont été transférés de cette manière, et près de 2 000 d'entre eux ont été embauchés par les entreprises JR, et 3 000 ont trouvé du travail ailleurs. Mitomu Yamaguchi, un ancien employé de JNR de Tosu dans la préfecture de Saga, qui avait été transféré à la Société de gestion des indemnités de la JNR, a dit plus tard que leur aide dans la recherche de travail a consisté à lui donner des photocopies des annonces de recrutement dans les journaux.
Cette période s'est terminée en avril 1990, et 1 047 ont été licenciés. Cela comprenait 64 membres de Zendoro et 966 membres de Kokuro,.

### Solution
De nombreux procès et des cas de commissions de travail ont été soumis au cours des décennies qui ont suivi la privatisation en 1987. 23 ans après la privatisation originelle, le 28 juin 2010, la Cour Suprême a tranché le différend entre les travailleurs et l'Agence japonaise de la construction des chemins de fer, des transports et de la technologie, le successeur de la Société de gestion des indemnités de la JNR. L'agence a déclaré qu'elle aurait payé 20 milliards de yens, environ 22 millions de yens par travailleur, à 904 demandeurs. Cependant, alors que les travailleurs n'ont pas été réintégrés, ce n'était pas une solution complète.